# Pop soul
Il pop soul (o soul pop) è un sottogenere della musica soul. Ne rappresenta una raffinata semplificazione, al fine di ottenere un prodotto  più adatto all'esposizione commerciale e alla diffusione radiofonica.
Il cantato mantiene ancora, in alcuni casi, l'impronta grezza, ma gli arrangiamenti, gli strumenti utilizzati e la qualità delle registrazioni sono tali da offrire sonorità più adatte ad essere inserite nelle playlist delle stazioni radio pop. La Motown Records fu l'etichetta da cui ebbe origine il pop-soul e durante gran parte degli anni sessanta fu uno dei generi di musica pop  tra i più diffusi e di maggior successo negli Stati Uniti. Negli anni settanta, il pop-soul venne reso ulteriormente commerciale con l'avvento della disco.